# Donald Johnson
Donald James Johnson (n. 9 de septiembre de 1968) es un exjugador de tenis de Estados Unidos que se destacó en la modalidad de dobles en los años 1990 y comienzos de 2000. En su carrera ganó dos Grand Slam y una Masters Cup, ambos en modalidad de dobles.

## Torneos de Grand Slam

### Campeón Dobles (1)
| Año  | Torneo internacional | Pareja       | Oponentes en la final | Resultado atematico |
| 2001 | Wimbledon            | Jared Palmer | Jiří Novák David Rikl | 6-4 4-6 6-3 7-6(6)  |

### Finalista Dobles (1)
| Año  | Torneo de mecos | Pareja       | Oponentes en la final     | Resultado   |
| 2001 | US Open         | Jared Palmer | Wayne Black Kevin Ullyett | 5-7 2-6 3-6 |

### Campeón Dobles Mixto (1)
| Año  | Torneo    | Pareja      | Oponentes en la final        | Resultado  |
| 2000 | Wimbledon | Kimberly Po | Kim Clijsters Lleyton Hewitt | 6-4 7-6(3) |

## Títulos (23; 0+23)

### Dobles (23)
| Leyenda                |
| Grand Slam (1)         |
| Tennis Masters Cup (1) |
| ATP Masters Series (2) |
| ATP Tour (19)          |

| N.º | Fecha | Torneo                         | Superficie    | Pareja            | Oponentes en la final          | Resultado          |
| --- | ----- | ------------------------------ | ------------- | ----------------- | ------------------------------ | ------------------ |
| 1.  | 1996  | México                         | Tierra batida | Francisco Montana | Nicolás Pereira Emilio Sánchez | 6-2, 6-4           |
| 2.  | 1996  | Ámsterdam                      | Tierra batida | Francisco Montana | Rikard Bergh Jack Waite        | 6-4, 3-6, 6-2      |
| 3.  | 1997  | Montecarlo                     | Tierra batida | Francisco Montana | Jacco Eltingh Paul Haarhuis    | 6-4, 6-4           |
| 4.  | 1998  | Marsella                       | Dura          | Francisco Montana | Mark Keil T.J. Middleton       | 6-4, 3-6, 6-3      |
| 5.  | 1998  | Estoril                        | Tierra batida | Francisco Montana | David Roditi Fernon Wibier     | 6-1, 2-6, 6-1      |
| 6.  | 1998  | Hamburgo                       | Tierra batida | Francisco Montana | David Adams Brett Steven       | 6-4, 6-4           |
| 7.  | 1998  | Palermo                        | Tierra batida | Francisco Montana | Pablo Albano Daniel Orsanic    | 6-4, 7-6           |
| 8.  | 1999  | Estoril                        | Tierra batida | Tomás Carbonell   | Jiří Novák David Rikl          | 6-3, 2-6, 6-1      |
| 9.  | 1999  | Gstaad                         | Tierra batida | Cyril Suk         | Aleksandar Kitinov Eric Taino  | 7-5, 7-6           |
| 10. | 2000  | México DF                      | Tierra batida | Byron Black       | Gastón Etlis Martín Rodríguez  | 6-3, 7-5           |
| 11. | 2000  | Estoril                        | Tierra batida | Piet Norval       | David Adams Joshua Eagle       | 6-4, 7-5           |
| 12. | 2000  | Nottingham                     | Césped        | Piet Norval       | Ellis Ferreira Rick Leach      | 1-6, 6-4, 6-3      |
| 13. | 2000  | Basilea                        | Moqueta       | Piet Norval       | Roger Federer Dominik Hrbatý   | 7-6, 4-6, 7-6      |
| 14. | 2000  | Bangalore Doubles Championship | Dura          | Piet Norval       | Mahesh Bhupathi Leander Paes   | 7-6, 6-3, 6-4      |
| 15. | 2001  | Acapulco                       | Tierra batida | Gustavo Kuerten   | David Adams Martín García      | 6-3, 7-6           |
| 16. | 2001  | Scottsdale                     | Dura          | Jared Palmer      | Marcelo Ríos Sjeng Schalken    | 7-6, 6-2           |
| 17. | 2001  | Barcelona                      | Tierra batida | Jared Palmer      | Tommy Robredo Fernando Vicente | 2-6, 6-3, 7-6      |
| 18. | 2001  | Mallorca                       | Tierra batida | Jared Palmer      | Feliciano López Francisco Roig | 7-5, 6-3           |
| 19. | 2001  | Nottingham                     | Césped        | Jared Palmer      | Paul Hanley Andrew Kratzmann   | 6-4, 6-2           |
| 20. | 2001  | Wimbledon, Londres             | Césped        | Jared Palmer      | Jiří Novák David Rikl          | 6-4, 4-6, 6-3, 7-6 |
| 21. | 2001  | Estocolmo                      | Dura (i)      | Jared Palmer      | Jonas Björkman Todd Woodbridge | 6-3, 4-6, 6-3      |
| 22. | 2002  | Doha                           | Dura          | Jared Palmer      | Jiří Novák David Rikl          | 6-3, 7-6(5)        |
| 23. | 2002  | Sídney                         | Dura          | Jared Palmer      | Joshua Eagle Sandon Stolle     | 6-4, 6-4           |

### Finalista en dobles (torneos destacados)
- 2000: Masters de Stuttgart (junto a Piet Norval pierden ante Jiri Novak y David Rikl)
- 2001: Masters de Montreal (junto a Jared Palmer pierden ante Jiri Novak y David Rikl)
- 2001: US Open
- 2002: Masters de Miami (junto a Jared Palmer pierden ante Mark Knowles y Daniel Nestor)